# ایل گورک

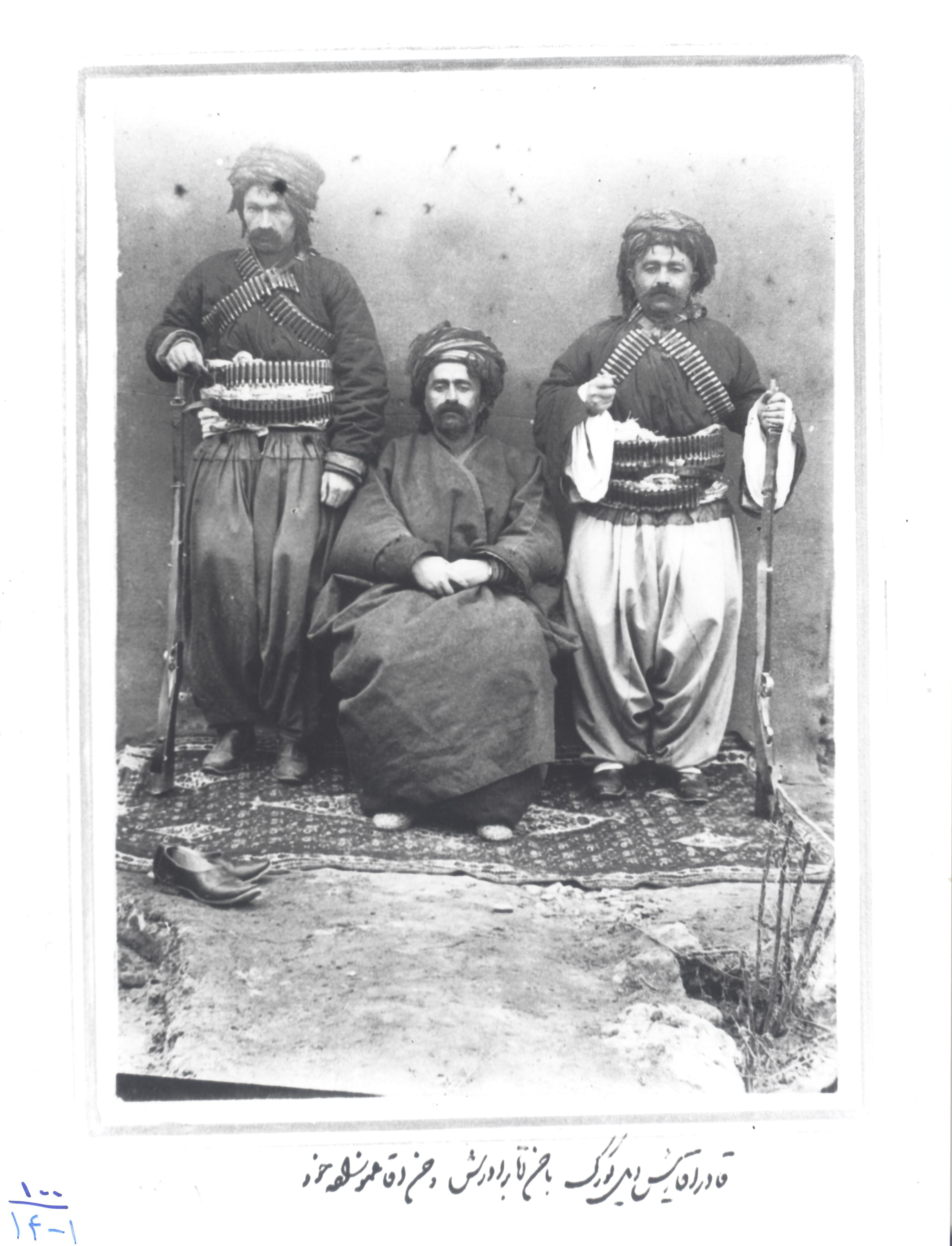
قادر آقا رئیس ایل گورک،با حسن آقا برادرش و حسن آقا عموزاده خود.

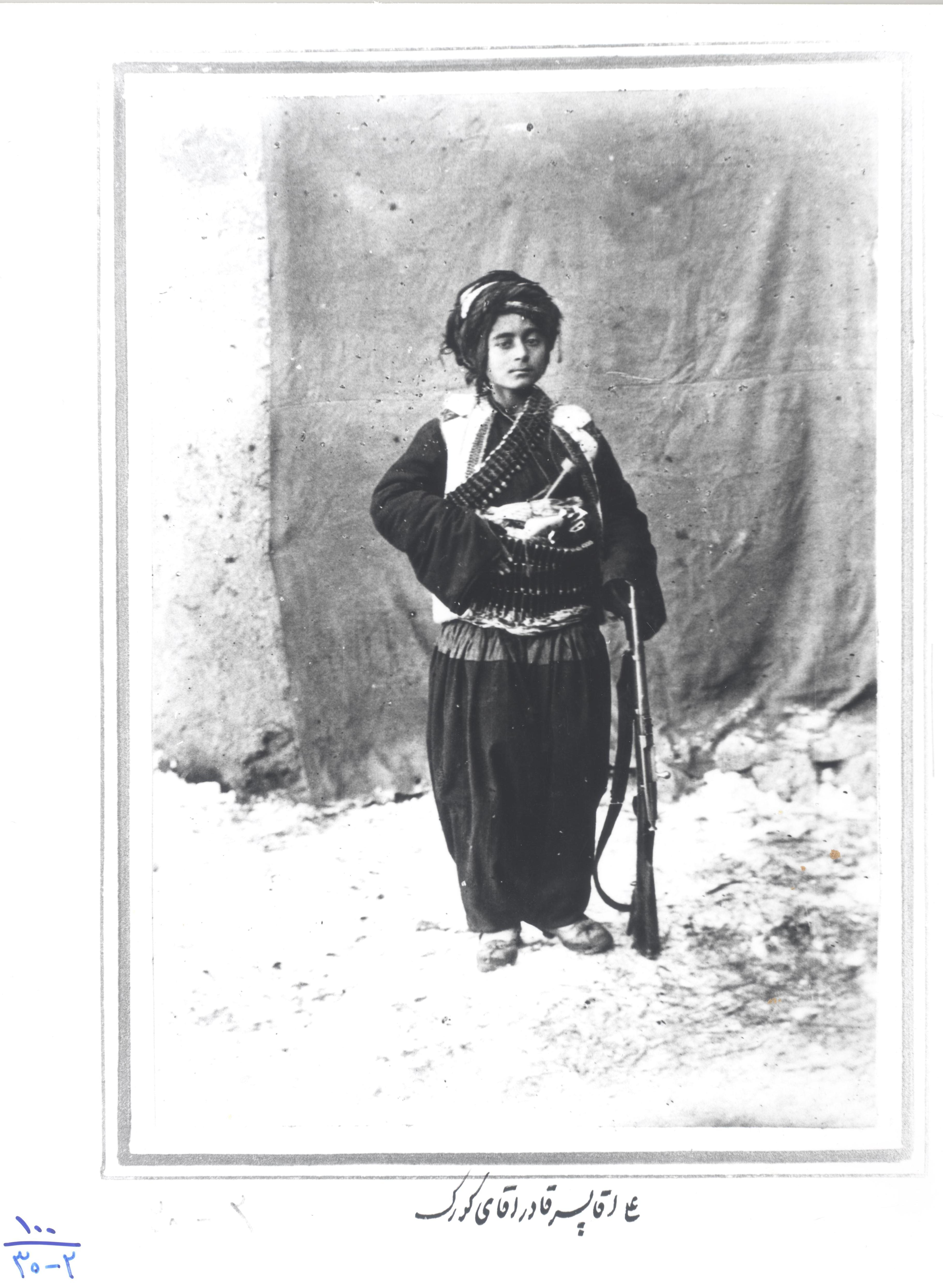
علی آقا،پسر قادرآقای گورک

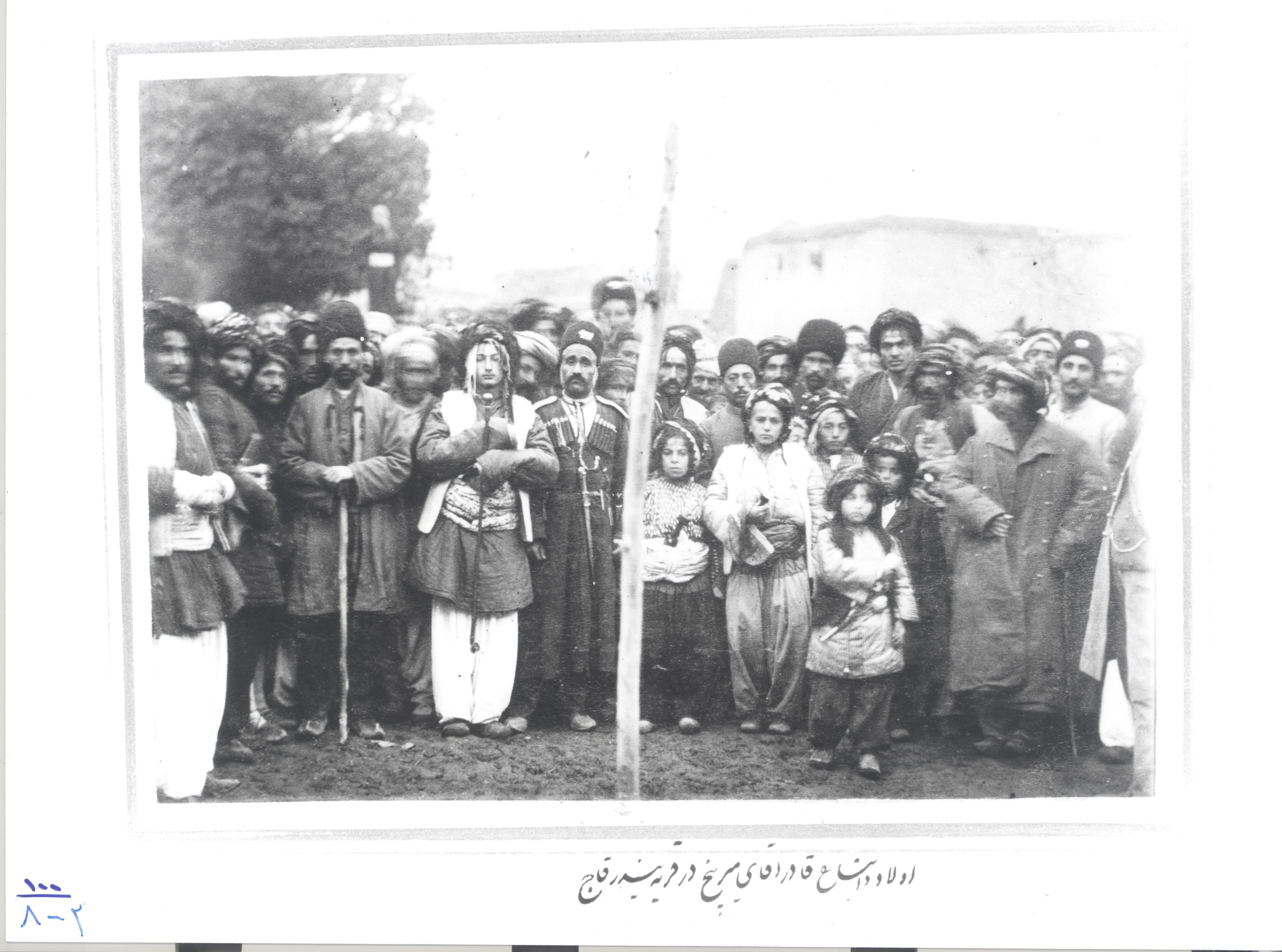
اولاد و اتباع قادرآقای میرپنج در قریه یندرقاج (اگریقاش)

گورک (به کردی: گه‌ورک، Gewirk یا Gewirik)، از عشایر کرد ایران، نام یکی از ایل‌های کرد ایران واقع در قسمت کردنشین استان آذربایجان غربی ایران است. گورک‌ها در منطقه بوکان (محال مکری) و مهاباد و در نیمه شرقی و شمال شرق شهرستان سردشت در بخش ربط و دهستان‌های گورک سردشت و دهستان گورک نعلین ، نیز در بخش صومابرادوست در غرب ارومیه، روستاهای ناحیه شپیران و بخش کوهسار در شهرستان سلماس، دهستان ایل گورک (میرده، تموغه) شهرستان سقز و همچنین در کردستان عراق در منطقه قلعه‌دیزه، منطقه خوشناو هولیر (اربیل) و نیز در ناحیه سیویل (Siwail) در سلیمانیه ساکن هستند.
مرکز اصلی این ایل در شهر ربط واقع در کیلومتر ۱۶ جاده سردشت به مهاباد و بوکان است.
ایل گورک یکی از ایل‌های کردستان مکری است و روایات زیادی در مورد اصل آنها وجود دارد که بنابر مستندترین اسناد و روایت‌ها این ایل در حدود ۵۷۰ سال پیش مقارن حکومت آق قویلونلوها از منطقه (گه‌وه‌ر) یا همان (یوکسک‌اوا) ترکیه به مناطق موکریان مهاجرت کردند، طبق روایت ضعیف دیگری این ایل در حدود سالهای (۱۶۸۹–۱۷۱۳) میلادی برابر با ۱۰۶۹–۱۰۹۲ شمسی
از اطراف شهر اربیل کردستان عراق در حدود سالهای اولیه سده ۱۸ میلادی به کردستان موکریان و ناحیه ارومیه و استان وان در کردستان ترکیه مهاجرت کرده‌اند.[نیازمند منبع].
همچنین تیره‌هایی از این ایل ساکن شهرستان سقز در محور بانه-سقز هستند.

## تاریخ و سرگذشت ایل گورک
ایل گورک یکی از شاخه‌های بزرگ و اصلی ایل بزرگ بلباس شمرده می‌شود. (بلباس شامل گورک - منگور -مامش - ایل پیران- رمک - سن - هورمزیار - برادوست -اجاق و …) ایل گورک از نوادگان رسول بلباس (متوفی در سال‌های اول ۱۷۰۰ میلادی) است. در مور ریشه ایل گَورک تفاسیر متعددی وجود دارد.
با توجه به اطلاعات موجود و نیز نقل قول از بزرگان ایل گورک نسب عشیرت گورک از حدود۳۰۰ سال پیش به احمد آغا خوشناو (احمد آغا شهرزور) می‌رسد. وی از حاکمان محلی منطقه اربیل (به زبان کردی هولیر) بوده و مالک ۴۵۰ پارچه آبادی بوده است. خوشناوه تی یا خوشناو (ْXoshnaw) به نواحی بین شهرهای کویسنجق، اربیل و حریر در کردستان عراق گفته می‌شود. احمد آغا در اثر اختلاف با عثمان پاشا حاکم عثمانی ولایت موصل و توطئه رحمان پاشا حاکم امارت بابان قرار می‌گیرد، احمد آغا ۱۱ پسر داشته که ۴ پسر خود را از دست می‌دهد و همراه با ۷ پسر دیگرش به کردستان موکریان ایران (معاصر با دوره زندیه) می‌گریزد.
ایل گورک یکی از ایل‌های کردستان می‌باشد که در منطقه به تساهل و مدارا شهره هستند. این ایل درحال حاضر یکجانشین می‌باشد و همراه با حفظ آداب و رسوم خویش در صدد سازگاری با زندگی در عصر جدید هستند. نواحی محل سکونت این ایل در کردستان ایران گستره وسیعی از ارومیه تا منطقه سقز وبانه یعنی منطقه موکریان را شامل می‌شود. ودر کردستان عراق نیز این ایل در شهر شارباژیر سلیمانیه و اطراف هولیر سکونت دارند.. در مورد اینکه عشایر گورک از کجا و در چه زمانی به موکریان آمده‌اند روایات متعددی موجود است. اما در کل باید گفت که ایل گورک همراه با دیگر عشایر موکری همچون مامش و منگور و فیض الله بیگی و دهبکری و بیگ زاده‌های بوداق سلطان بزرگ و زرزا و بریاجی و ملکاری و پژدری و پیران و مرگه‌ای وغیره در یک دوره زمانی ۵۰ ساله به نواحی جنوب دریاچه اورمیه مهاجرت کرده‌اند. دوره زمانی مهاجرت این عشایر دوره حکومت سلسله قره قویونلو قبل از دوره صفویان بوده‌است و از نواحی بین دیار بکر و هولیر به موکریان مهاجرت کرده‌اند در مورد ایل گورک باید گفت که این ایل از منطقه گه و ه ر (استان وان) در کردستان ترکیه هم‌مرز با ارومیه به اربیل و سلیمانیه و جنوب دریاچه ارومیه مهاجرت کرده‌اند. دلیل مهاجرت هم اختلافات سیاسی و قبیله‌ای بوده‌است که ذکر مشروح آن در اینجا نمی‌گنجد. ریشه کلمه گورک از گاور به معنای نگهبان آتش است. روایت شده که بزرگان این ایل جزو موبدان و کاهنان زردشتی قبل ظهور اسلام بوده‌اند.

## پراکندگی جغرافیایی ایل گورک
ایل گورک درحال حاضر در نواحی زیر ساکن هستند:
| شهر      | کشور               | گستره |
| -------- | ------------------ | --- |
| وان      | ترکیه              | گورک |
| ارومیه   | ایران              | ناحیه ترگور Tergewwer - و بخش صومای برادوست: شامل روستاهای هورسین، جوجهی، ممکان، دوبره، حوسنی، انگمان، تلو، اورسی، آلکان، زیندشت |
| سلماس    | ایران              | بخش کوهسار، دهستان شپیران و شناتال -، روستاهای کله رش، قصریک، کروران، اسپی دره، برازی، سولینک و سلطانی                           |
| سردشت    | ایران              | شمال شرق و شرق شهرستان (منطقه ربط) و نیز اطراف شهر میرآباد (دهستان گورک نعلین) {پاراستان} (بخش ملکاری) _ شموله _ (سیسر،نستان)    |
| مهاباد   | ایران              | جنوب مهاباد: اطراف جاده سردشت - مهاباد {کله کاوی} جانداران                                                                       |
| بوکان    | ایران              | دهستان ایل گورک واقع در غرب بوکان                                                                                                |
| سقز      | ایران              | دهستان گورک در اطراف جاده بانه-سقز                                                                                               |
| اربیل    | اقلیم کردستان عراق | گورک (خوشناو) منطقه خوشناوه تی Xoshnaw                                                                                           |
| سلیمانیه | اقلیم کردستان عراق | گورک (سیویل) منطقهsiwail سیوه یل                                                                                                 |

## خاندان‌های ایل
| شهر      | کشور               | خاندان‌های گورک |  |
| -------- | ------------------ | --- |  |
| وان      | ترکیه              | گورک |  |
| ارومیه   | ایران              | مرادی، کامرانی، ناصری، روشن قیاس، رستمی، تمرزاده، حقیقی - جعفری - عزیزی - آذری پور - ناصر پور- حسن پور -گورک - دروخوار |  |
| سلماس    | ایران              | گورک، عیسی زاده زیندشت ، خلوزاده اسپی دره |  |
| سردشت    | ایران              | ابراهیمی(بناویله‌حاجی مینه) محمدپوری،قۆزان- محمدزادە(چوالان)- محمودپور نیکوزادە،اسحاقی،خضرنژاد(دولتوە) بایزیدی(شندره،شموله) - رشیدی(سرچاوه)-عباسی(هندآباد) - پیروتی(بناویلئ) - محمدی(زمزیران،پارستان) - حمزه‌ای - اسماعیلی(کله گاوی) - محمدنژاد-قربانی زاده -احمدی(بناویلئ) -اسحاقی(ربط) _حسین‌زاده‌طائفه‌حاجی‌حسن‌فرخه(پاراستان_سردشت) -خضری(نستان،سیسر) - ممندی_ نوربخش(گورک سردشت)🇮🇷ازطایفه‌حاج‌شیقه_ -عباسی(هندآباد)-جهانگیری(مکلاوه)- مامندی - کاوه - سوری - ابراهیمی - زینالی - امینی - محمودی - رحمان پور - گورک میراباد - مولودی پور ( کانێ رش) |  |
| مهاباد   | ایران              | -محمدزادە-محمدپوری-رحیمی-خضرنژاد- خضر زاده - احمدیل -نبی زاده_حسین‌زاده‌طائفه‌حاجی‌حسن‌فرخه(کله‌گاوی)عزیزی(قالوی زندان)-امینی(قالوی زندان)-رحیمی(قالوی زندان)شریف پور(قالوی زندان) |  |
| بوکان    | ایران              | افتخاری - امیری - شهامت - ابراهیمی- قادری -حسنی(زیراندول،گلولان) - مصطفی زاده اقدم - رسولزاده(مجیدی) |  |
| سقز      | ایران              | محمدی - خدری - جوانمردی - محمودی - عزیزی ـ جوهری ـ |  |
| اربیل    | اقلیم کردستان عراق | گورک (خوشناو)- گورک هریر |  |
| سلیمانیه | اقلیم کردستان عراق | گورک (سیویل) |  |
| پیرانشهر | ایران              | قۆزان-نبی-نبی زادە-بەرزە-رفیع پور-آریانفر- |  |

کردستان ترکیه  ترکیه:
شهرهای گه وه ر (به ترکی Yüksekova -به کردیGewerê) و باش قالا (به ترکی Başkale- به کردی Elbakê) در استان وان - روستای پاگااوغنی در شهر وان
کردستان ایران  ایران:
ارومیه: ناحیه ترگور Tergewwer - و بخش صومای برادوست: شامل روستاهای هورسین، جوجهی، ممکان، دوبره، حوسنی، انگمان، تلو، اورسی، آلکان، زیندشت.
سردشت Sardasht: شمال شرق و شرق شهرستان (منطقه ربط) و نیز اطراف شهر میرآباد (دهستان گورک نعلین) و روستاهای{بناویله‌حاجی مینه‌و پاراستان و جبرند و نوآباد و زمزیران و همران و مامه زینه و غولیسان و چومل و چوالان و نلوسه}
سلماس: بخش کوهسار، دهستان شپیران و شناتال - روستای کله رش، روستاهای کله رش، قصریک، کروران، اسپی دره، برازی، سولینک و سلطانی
مهاباد: جنوب مهاباد: اطراف جاده سردشت - مهاباد و {روستاهای کله کاوی و کاولان و ماژگه و گرشیلان و کل تپه پاژبرد و قوزلوی و یارالی و زنده قول و قالوه و اوزنتاش و جانداران و سورخاو و‌دولتوه
}
بوکان: دهستان ایل گورک واقع در غرب بوکان
سقز: دهستان گورک در اطراف جاده بانه-سقز
پیرانشهر: منطقه نه لین Nalen
کردستان عراق  اقلیم کردستان عراق  عراق:
سلیمانیه *منطقهsiwail سیوه یل - هولیر *منطقه خوشناوه تی Xoshnaw- گورک هریر
خاندان مرادی، خاندان کامرانی، خاندان روشن قیاس و تمرزاده و رستمی در شهر ارومیه و سلماس، خاندان مرادحسو Mirad heso و Vurgun در شهر باش قالا در استان وان (کردستان ترکیه) جزء خاندان‌های اصیل گورک هستند.